# Кравцов Іван Олександрович
Іван Олександрович Кравцов (1896, слобода Алагир Терської області, тепер місто Північно-Осетинської Республіки, Російська Федерація — розстріляний 29 серпня 1938, Москва, Російська Федерація) — радянський партійний діяч, 1-й секретар Організаційного бюро ЦК ВКП(б) по Краснодарському краю.

## Біографія
Народився у родині робітника-штукатура. У 1909 році закінчив Алагирське міністерське училище Владикавказького округу.
У вересні 1910 — жовтні 1912 року — учень приватної годинникарської майстерні у місті Владикавказі. У жовтні 1912 — серпні 1915 року — майстер приватних годинникарських майстерень у місті Грозному.
У серпні 1915 — січні 1918 року — рядовий і старший унтер-офіцер 114-го піхотного полку російської армії в Таврійській губернії.
У січні — квітні 1918 року — безробітний у місті Грозному.
У квітні 1918 — лютому 1919 року — помічник командувача червоними партизанськими загонами Миколи Гикала і командир 1-го Радянського стрілецького полку загону РСЧА у Грозному.
Член РКП(б) з травня 1918 року.
У лютому — травні 1919 року — хворів тифом у місті Тифлісі (Тбілісі).
У травні — вересні 1919 року — командир 1-го Мучанського радянського батальйону у місті Ленкорані (Азербайджан).
У вересні — грудні 1919 року — в'язень губернської в'язниці у місті Єлизаветполі (Гянджі). У грудні 1919 — січні 1920 року — в'язень пересильної в'язниці у місті Тифлісі (Тбілісі).
У січні — квітні 1920 року — рядовий прикордонної охорони місцевого самоуправління у місті Батумі.
У квітні — жовтні 1920 року — військовий комісар окружного військкомату у місті Грозному. У жовтні 1920 — січні 1921 року — військовий комісар окружного військкомату у місті Кизлярі Терської області. У січні — серпні 1921 року — військовий комісар операдміністративного відділу штабу Перської РСЧА у місті Решт (Персія). У серпні 1921 — березні 1924 року — військовий комісар окружного військкомату у місті Грозному.
У березні 1924 — березні 1925 року — завідувач організаційного відділу Терського губернського комітету РКП(б) у місті Грозному. У 1924 році закінчив чотиримісячні крайові курси з вивчення ленінізму у місті Желєзноводську Північно-Кавказького краю.
У березні 1925 — квітні 1928 року — завідувач організаційного відділу Шахтинського окружного комітету ВКП(б) Північно-Кавказького краю.
У квітні — вересні 1928 року — завідувач селянського відділу Ставропольського окружного комітету ВКП(б) Північно-Кавказького краю.
У вересні 1928 — липні 1929 року — завідувач організаційного відділу Ставропольської окружної Сільської кредитної спілки. У липні 1929 — лютому 1930 року — голова правління Ставропольського окружного Колгоспсоюзу Північно-Кавказького краю.
У лютому — вересні 1930 року — завідувач агітаційно-масового відділу Ставропольського окружного комітету ВКП(б) Північно-Кавказького краю.
У вересні 1930 — березні 1931 року — секретар Ставропольського районного комітету ВКП(б) Північно-Кавказького краю.
У березні 1931 — квітні 1932 року — партійний організатор Кавказького залізничного експлуатаційного району в місті Кропоткін Північно-Кавказького краю.
У квітні 1932 — липні 1935 року — 1-й секретар обласного комітету ВКП(б) Черкеської автономної області Північно-Кавказького краю.
У липні 1935 — квітні 1936 року — 2-й секретар обласного комітету ВКП(б) Північно-Осетинської автономної області Північно-Кавказького краю.
У 1936 — січні 1937 року — завідувач відділу радянської торгівлі Північно-Кавказького крайового комітету ВКП(б).
У січні — вересні 1937 року — завідувач відділу радянської торгівлі Азово-Чорноморського крайового комітету ВКП(б); завідувач промислово-транспортного відділу Азово-Чорноморського крайового комітету ВКП(б); голова виконавчого комітету Азово-Чорноморської крайової ради.
У вересні — 14 листопада 1937 року — 1-й секретар Організаційного бюро ЦК ВКП(б) по Краснодарському краю. З 10 липня 1937 року входив до складу особливої трійки НКВС СРСР по Азово-Чорноморському краю, а з 21 вересня 1937 — по Краснодарському краю.
14 листопада 1937 року заарештований органами НКВС. 29 серпня 1938 року засуджений до стратий і того ж дня розстріляний. Реабілітований 15 вересня 1956 року.